# Gemmano
Gemmano é uma comuna italiana da região da Emília-Romanha, província de Rimini, com cerca de 1.053 habitantes. Estende-se por uma área de 19 km², tendo uma densidade populacional de 55 hab/km². Faz fronteira com Auditore (PU), Mercatino Conca (PU), Monte Colombo, Montefiore Conca, Montescudo, San Clemente, Sassofeltrio (PU).

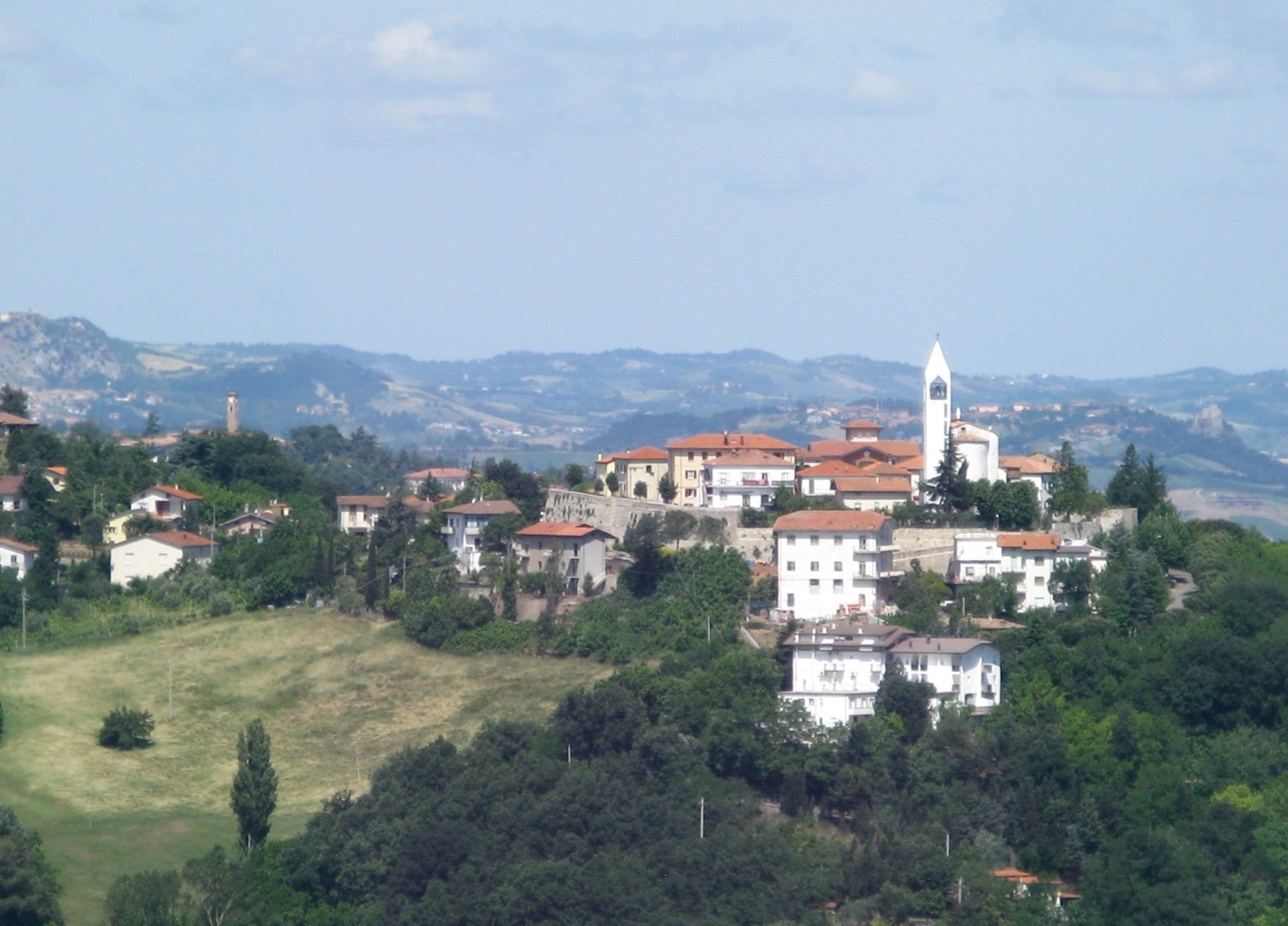
Gemmano.

## Demografia
| Variação demográfica do município entre 1861 e 2011                               |
|                                                                                   |
| Fonte: Istituto Nazionale di Statistica (ISTAT) - Elaboração gráfica da Wikipedia |